# Kennisplatform Inclusief Samenleven
Kennisplatform Inclusief Samenleven (KIS), voorheen Kennisplatform Integratie & Samenleving, opgericht in 2015, doet onderzoek en adviseert over vraagstukken rond integratie, migratie en diversiteit. 
Het platform is een samenwerkingsverband van het Verwey-Jonker Instituut en Movisie. Het werd opgericht in januari 2015 in opdracht van het ministerie van Sociale Zaken en Werkgelegenheid. 
Doel van het KIS is een fundamentele bijdrage te leveren aan een pluriforme en stabiele samenleving. 
Het KIS doet onderzoek, adviseert en biedt praktische tips en instrumenten over vraagstukken rond integratie, migratie en diversiteit en deelt deze informatie actief met beleidsmakers bij gemeenten en andere overheidsinstellingen, politici, professionals werkzaam bij maatschappelijke organisaties, migrantenorganisaties en het bedrijfsleven. De onderwerpkeuze wordt mede bepaald door het werkveld.